# Chrysosporium globiferum
Chrysosporium globiferum är en svampart som beskrevs av Skou 1992. Chrysosporium globiferum ingår i släktet Chrysosporium och familjen Onygenaceae.

## Underarter
Arten delas in i följande underarter:
- articulatum
- niveum